# Wurmbea capensis
Wurmbea capensis är en tidlöseväxtart som beskrevs av Carl Peter Thunberg. Wurmbea capensis ingår i släktet Wurmbea och familjen tidlöseväxter. Inga underarter finns listade i Catalogue of Life.

## Bildgalleri

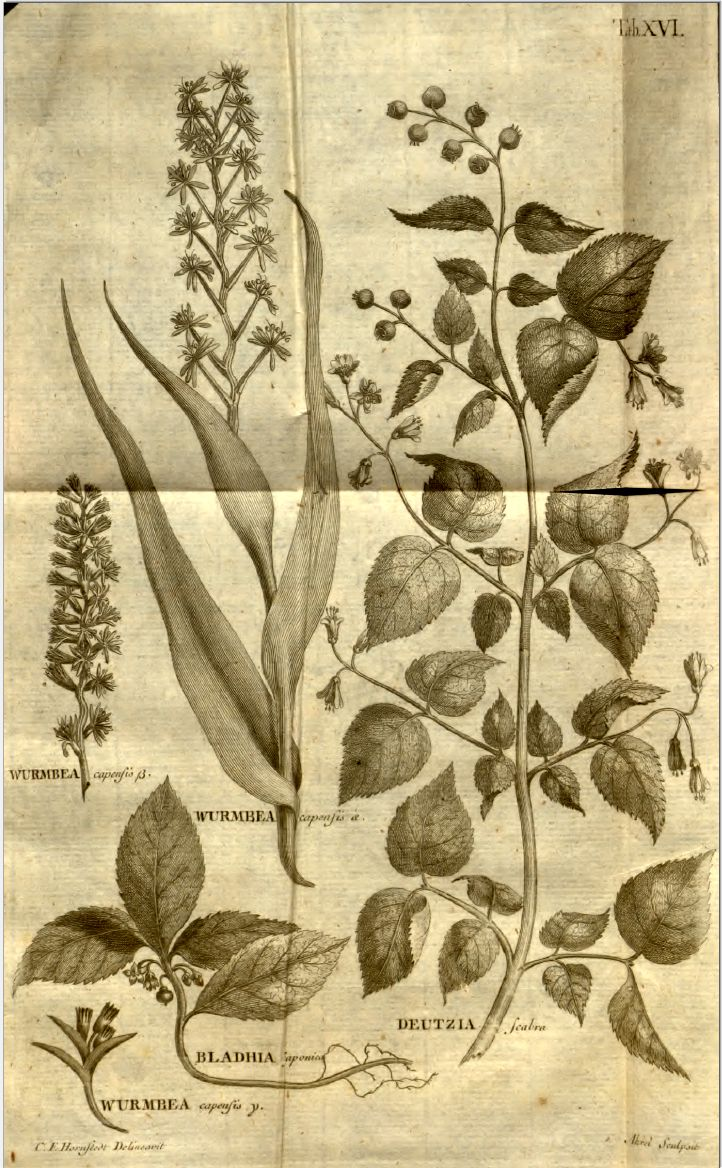